# Karl-Heinz Pintsch
Friedrich Alexander Karl-Heinz Pintsch (* 3. Juni 1909 in Rixdorf; † nach 1962) war ein deutscher politischer Funktionär (NSDAP). Pintsch amtierte von 1933 bis 1941 als persönlicher Adjutant von Rudolf Heß.

## Leben und Tätigkeit
Pintsch trat zum 3. Dezember 1925 in die NSDAP ein (Mitgliedsnummer 24.400). 1933 oder 1934 wurde er von Rudolf Heß, der als Stellvertreter des Führers ab 1933 die administrative Leitung des Parteiapparates der NSDAP innehatte, als persönlicher Adjutant ausgewählt. Dies war eine der höchsten Stellen im Stab des Stellvertreters des Führers, (ab 1941: Parteikanzlei der NSDAP), Pintsch versah sie bis ins Jahr 1941.
Nach Heß’ erfolglosem Flug nach Schottland im Mai 1941 zum Zweck eines Friedensangebots an das Vereinigte Königreich musste Pintsch Hitler in seinem Hauptquartier auf dem Berghof am Obersalzberg aufsuchen. Er unterrichtete ihn über Heß’ Flug und überbrachte ihm einen persönlichen Brief von Heß. Hitler, der mindestens dem Anschein nach von dem Geschehenen überrascht und darüber stark aufgebracht war, ließ Pintsch nach der Lektüre des ihm überbrachten Briefes von seiner Leibwache festnehmen. Anschließend informierte die Geheime Staatspolizei Pintsch über die Vorgeschichte, die Vorbereitungen und den Zweck von Heß’ Flug.
Von 1941 bis 1944 wurde Pintsch wegen seiner Mitwisserschaft über Heß’ Flug bzw. wegen der Nichtmeldung des ihm bekannten Planes von Heß im KZ Sachsenhausen in Haft gehalten. Ebenso erging es Heß’ zweiten Adjutanten Alfred Leitgen.
1944 wurde Pintsch aus der Haft entlassen und als Soldat an die Ostfront geschickt, wobei er den Rang eines Leutnants erhielt. Er geriet schließlich in sowjetische Kriegsgefangenschaft und wurde dem sowjetischen Nachrichtendienst NKWD zur Vernehmung übergeben. 1955 wurde er als Heimkehrer nach Deutschland entlassen.
Im Jahr 2010 wurde im Moskauer Sonderarchiv ein 28-seitiges Notizbuch Pintschs aus dem Jahr 1948 entdeckt. Dieser Quelle zufolge soll Hitler im Vorhinein von Heß’ Flugvorhaben gewusst haben. Laut einem Vernehmungsprotokoll aus dieser Zeit soll Pintsch behauptet haben, dass Hitler nach der Lektüre von Heß’ Brief ruhig reagiert habe. Allerdings haben Historiker darauf hingewiesen, dass Pintsch sein Notizbuch als sowjetischer Kriegsgefangener verfasst hatte. Seine Behauptungen hätten demnach nicht unbedingt das tatsächliche Geschehen wiedergegeben, sondern seien im Sinne dessen verfasst worden, was die Vernehmenden gerne von ihm hören wollten. Insbesondere wurde geltend gemacht, dass Pintsch mit Hilfe seiner Angaben seine Wärter veranlasst haben könnte, ihn gut zu behandeln und möglichst bald freizulassen, wobei er gleichzeitig eventuell die tatsächlichen Ereignisse verzerrt oder auch fälschlich dargestellt haben könnte. 1963 erklärte Pintsch selbst, dass Heß geäußert habe, Hitler wisse nichts von seinem Flug.

## Ehe und Familie
Pintsch heiratete am 4. Juli 1930 Anna Charlotte Fitzner (* 29. August 1909 in Beuthen).